# Sven von Loga

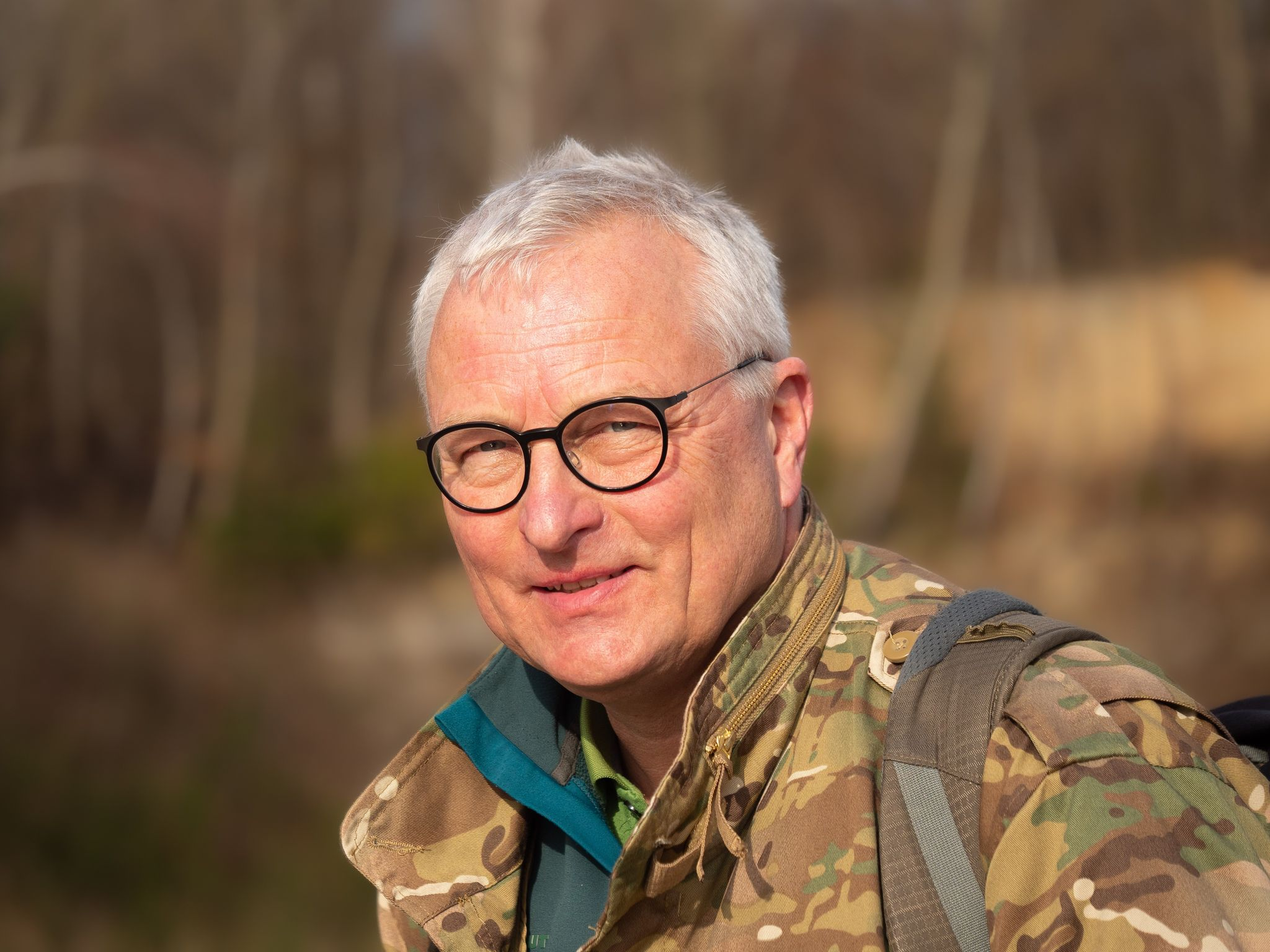
Sven von Loga in Köln, 2023

Sven von Loga (* 24. Dezember 1961 in Köln) ist ein deutscher Geologe, Buchautor und Fotograf.

## Leben
Von Loga wuchs in Köln auf, besuchte dort das Johann-Gottfried-Herder-Gymnasium und studierte Geologie und Paläontologie am Geologischen Institut der Universität zu Köln. Seine Tätigkeit in der Markscheiderei des Eschweiler Bergwerksvereins auf der Grube Emil Mayrisch in Siersdorf bei Aachen weckte sein Interesse für die Welt unter Tage, für Höhlen und alte Bergwerke, das bis heute seine Tätigkeit prägt. Er sammelt Fossilien.
Zwei Jahrzehnte lang betrieb er einen Fachbuchhandel für geowissenschaftliche Literatur und gab als Verleger etwa 50 Bücher heraus. Im Verlag „Sven von Loga“ erschienen Werke wie Das Prätertiär in Ostdeutschland von Gerhard Katzung und Gerhard Ehmke, Geologie der Alpen von Günter Möbus, sowie Clausthaler Tektonische Hefte, eine Lehrbuchreihe für Geologiestudenten, ab 1991 die Schriftenreihe Beiträge zur Mathematischen Geologie und GeoInformatik und ab 1995 die Reihe GeoCongress.
Seit 2005 leitet er geologische und naturkundliche Exkursionen im Rheinland und auf den Kanarischen Inseln. Nach 2013 hat er sich durch zahlreiche populärwissenschaftliche Bücher und Exkursionsführer zu geowissenschaftlichen Themen als Autor etabliert und publiziert Artikel in mehreren Zeitungen und Zeitschriften.

## Veröffentlichungen (Auswahl)
Exkursions- und Reiseführer
- Expedition Rheinland. Bachem-Verlag 2016, ISBN 978-3-7616-3144-7.
- Geologische Exkursionen in Köln-Klettenberg. Gaasterland-Verlag 2017, ISBN 978-3-935873-59-8.
- 13 Wanderungen auf den Spuren des Vulkanismus im Siebengebirge. Gaasterland-Verlag, 2. Auflage 2017, ISBN 978-3-946328-26-1.
- 12 Wanderungen auf den Spuren des Vulkanismus in der Osteifel. Eifel-Verlag, 2. Auflage 2019, ISBN 978-3-943123-33-3.
- Lieblingsplätze im Siebengebirge und Drachenfelser Ländchen. Gmeiner-Verlag, 2. Auflage 2021, ISBN 978-3-8392-2885-2.
- Schätze des Rheins. Eifelbildverlag 2023, ISBN 978-3-98508-032-8.
- Lieblingsplätze rund um Köln und Bonn. Gmeiner-Verlag 2024, ISBN 978-3-8392-0627-0.

Bildbände
- Das Mühlsteinrevier Rhein-Eifel – Ein uraltes Bergbaugebiet zwischen Andernach und Mayen am Laacher See auf dem Weg zum UNESCO-Welterbe. Eifelbildverlag 2022, ISBN 978-3-98508-021-2.

Als Mitautor
- mit Frank Rudolph, Bernhard Bayer, Werner Bartholomäus: Steine an Fluss, Strand und Küste. Kosmos-Verlag 2015, ISBN 978-3-440-16885-1.
- mit Martin Koziol: 12 Wanderungen auf den Spuren des Vulkanismus in der Westeifel. Eifel-Verlag 2016, ISBN 978-3-943123-16-6.
- mit Christiane von Loga: Hooge – Liebeserklärung an eine Hallig. Gaasterland-Verlag 2019, ISBN 978-3-935873-66-6.
- mit Claudia Lehnen: Vulkane, Erz und dunkle Höhlen – GeoExkursionen in der Vulkaneifel. Eifelbildverlag 2020, ISBN 978-3-946328-65-0.
- mit Claudia Lehnen: Kiesel, Gold und schroffe Felsen – GeoExkursionen im nördlichen Rheinland. Eifelbildverlag 2020, ISBN 978-3-946328-61-2.
- mit Claudia Lehnen: Römer, Moor und Eiszeithöhlen – GeoExkursionen in der Nordeifel. Eifelbildverlag 2021, ISBN 978-3-946328-73-5.
- mit Claudia Lehnen: Korallen, Kalk und Kletterfelsen – GeoExkursionen im Bergischen Land. Eifelbildverlag 2022, ISBN 978-3-98508-017-5.
- mit Claudia Lehnen: Drachen, Trachyt und Ritterburgen – GeoExkursionen im Siebengebirge. Eifelbildverlag 2023, ISBN 978-3-98508-028-1.

## Medien
Über von Loga, seine Exkursionen und seine Bücher berichten regelmäßig Tageszeitungen und Magazine des Rheinlandes, sowie regionale Fernseh- und Radiosender. Er hält bei verschiedenen Bildungsinstitutionen Vorträge zur Geologie und Natur des Rheinlandes.